# Kdyně
Kdyně (en allemand : Neugedein) est une ville du district de Domažlice, dans la région de Plzeň, en Tchéquie. Sa population s'élevait à 5 139 habitants en 2024.

## Géographie
Kdyně se trouve à 10 km au sud-est de Domažlice, à 46 km au sud-ouest de Plzeň et à 127 km au sud-ouest de Prague.
La commune est limitée par Zahořany et Němčice au nord, par Úsilov et Loučim à l'est, par Chodská Lhota, Všeruby, Nová Ves et Brnířov au sud, et par Mrákov et Kout na Šumavě à l'ouest.

## Histoire
La première mention écrite de la localité date de 1384.

## Administration
La commune se compose de dix sections :
- Branišov
- Dobříkov
- Hluboká
- Kdyně
- Modlí
- Nové Chalupy
- Podzámčí
- Prapořiště
- Smržovice
- Starec

## Galerie

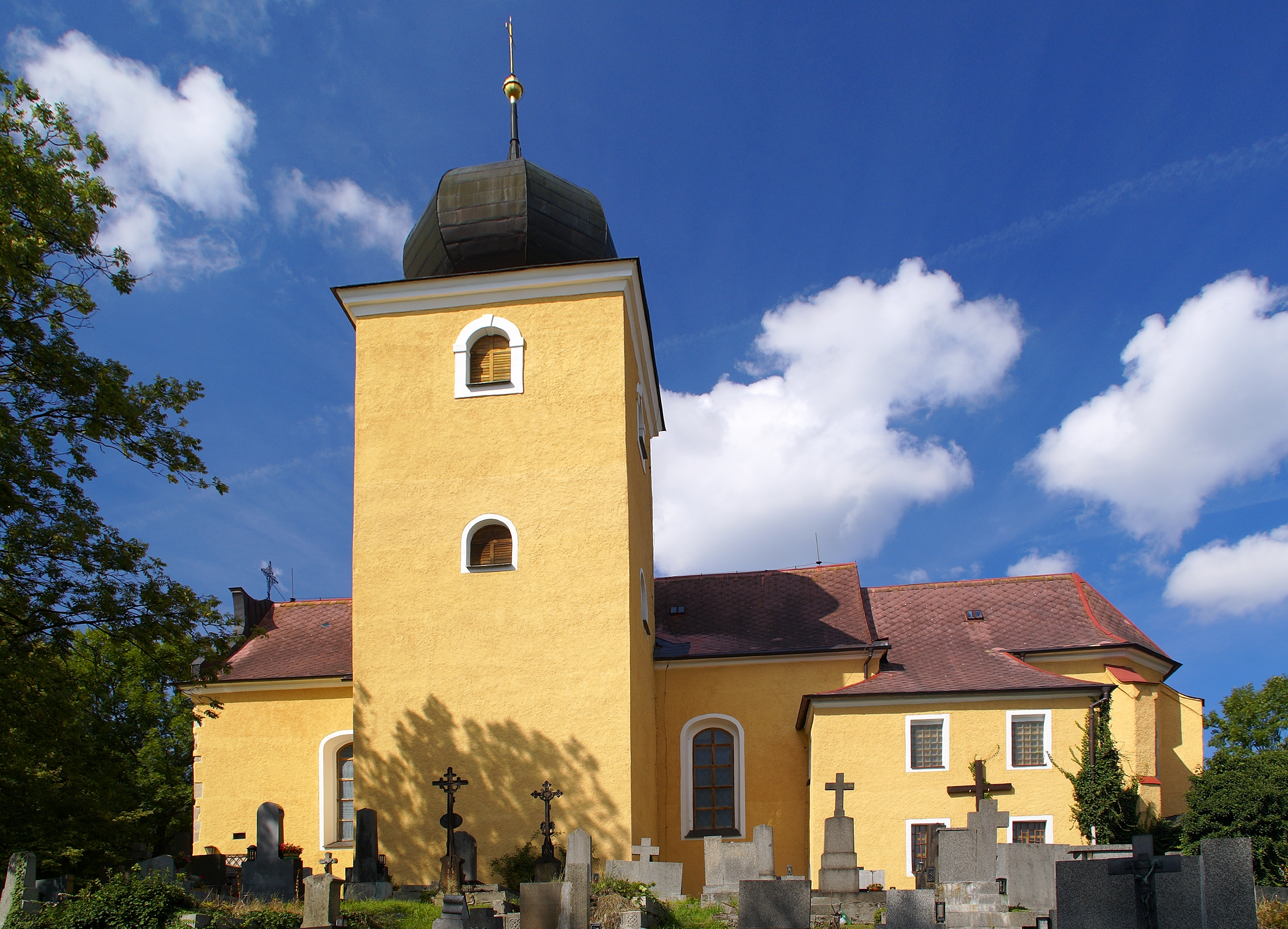
Église Saint-Nicolas.
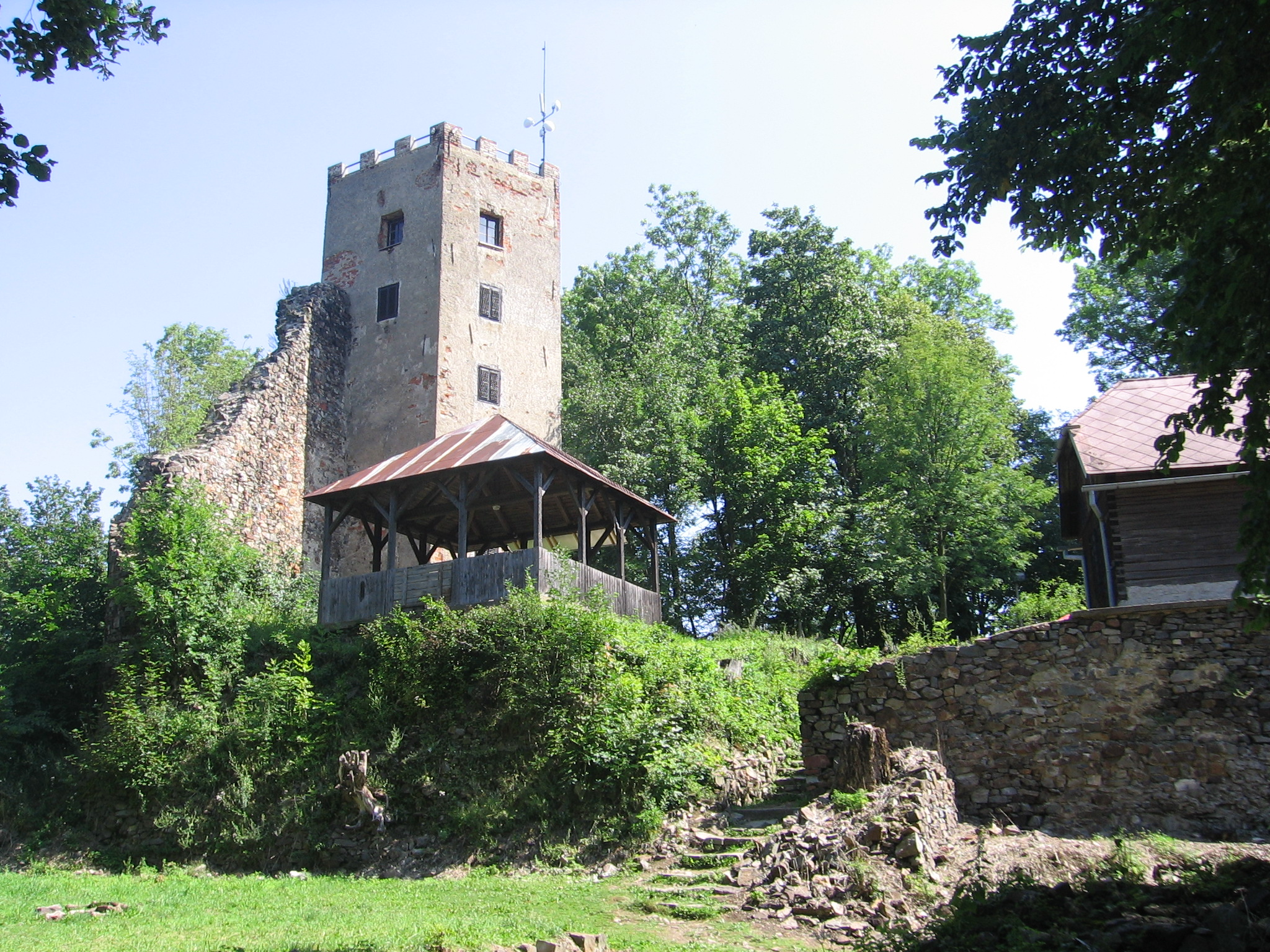
Château Ryzmberk.

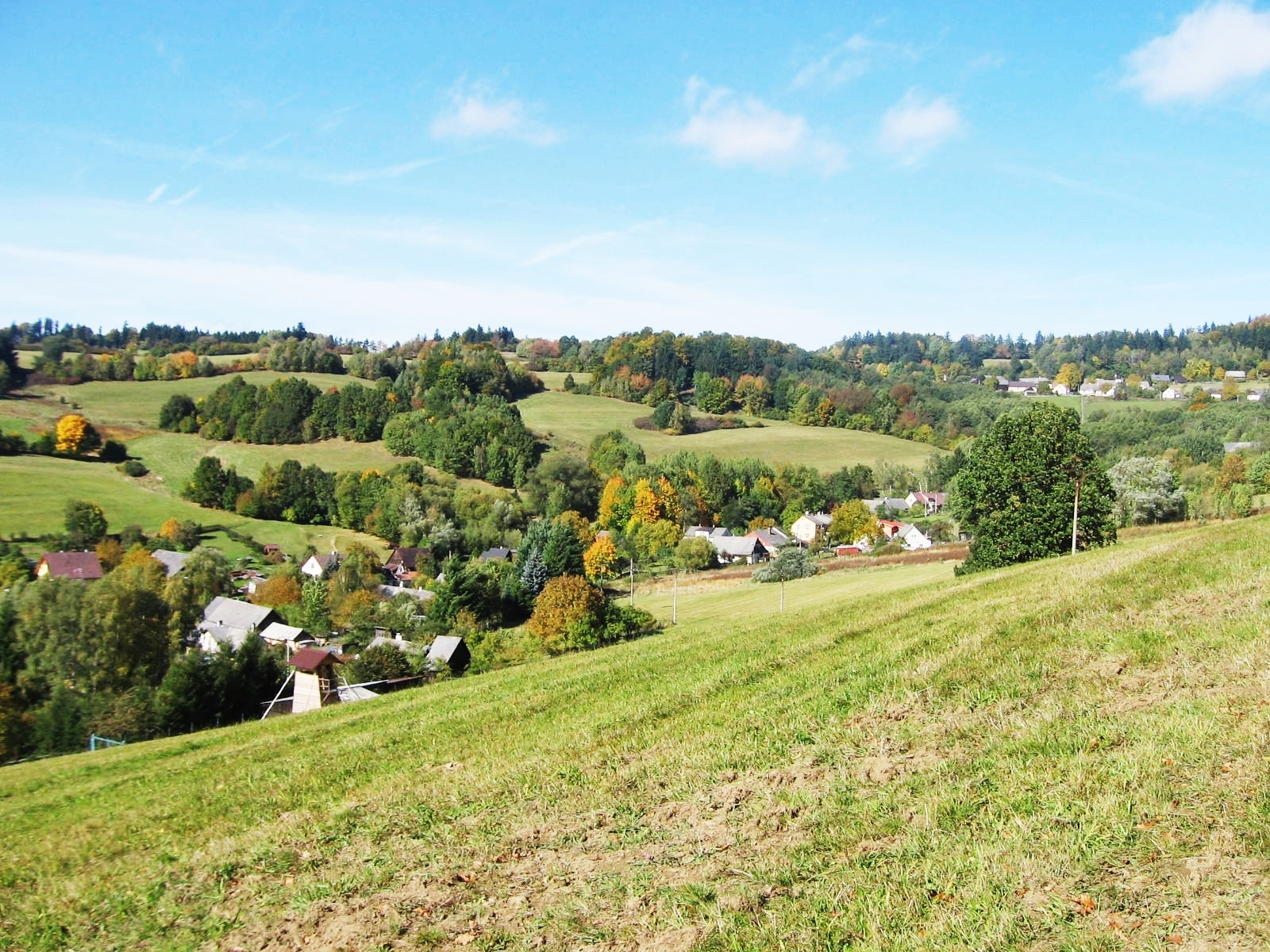
Branišov.
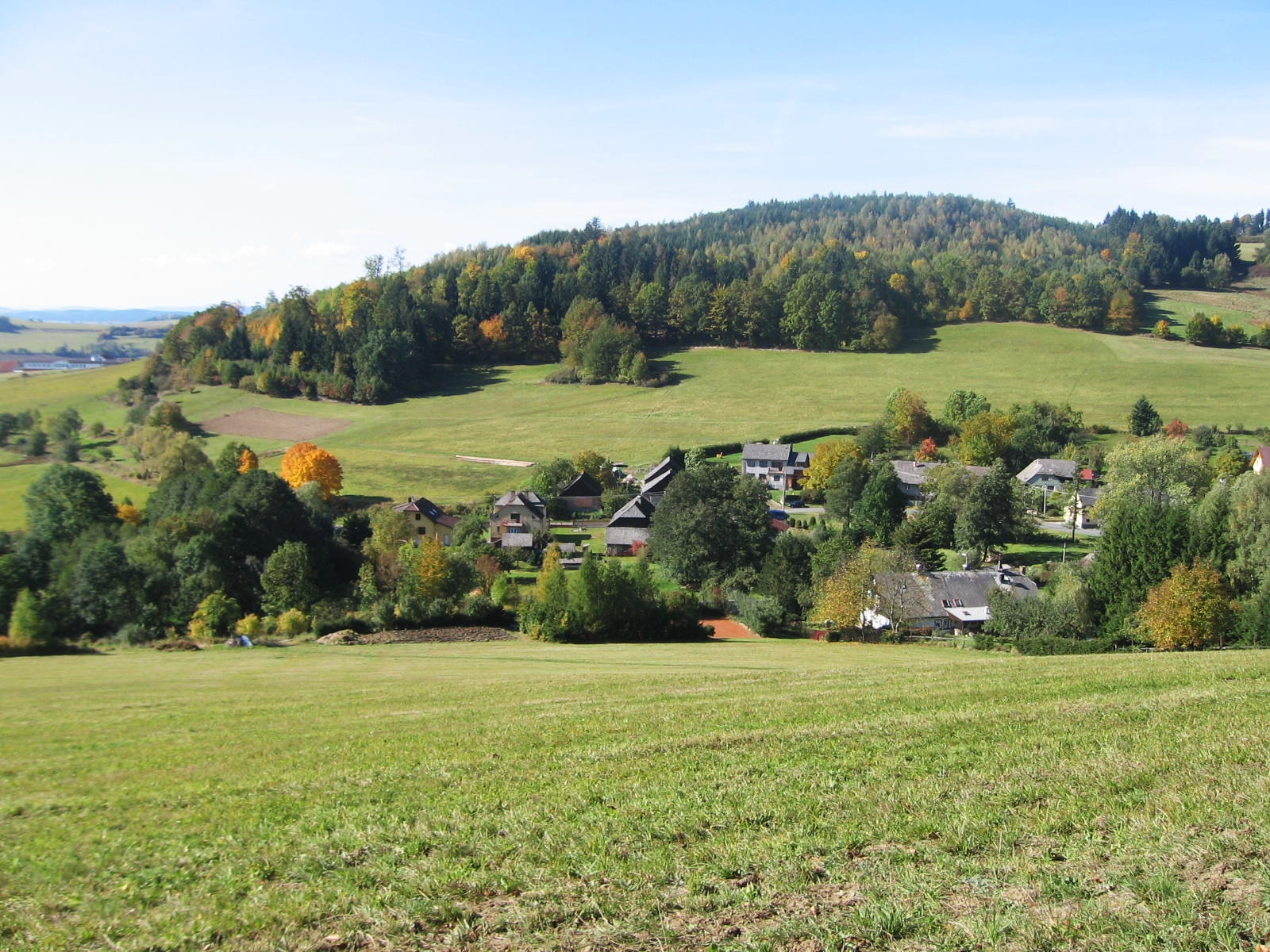
Dobříkov.

## Transports
Par la route, Kdyně se trouve à 11 km de Domažlice, à 21 km de Klatovy, à 58 km de Plzeň et à 103 km de Prague.